# شروزبري تاون
نادي شروزبري تاون لكرة القدم (بالإنجليزية: Shrewsbury Town FC) هو نادي كرة قدم إنجليزي مقره في شروزبري، شروبشير. تم إنشاء النادي عام 1886، ولعب معظم فترات تاريخه في آخر ثلاث مستويات من الدوري الإنجليزي منذ انتخابه فيها عام 1950، يلعب الآن في أوسطها هو الدوري الإنجليزي الدرجة الأولى. ويلعب النادي على ملعب نيو ميدو الحائز على التصنيف الرابع لليويفا لملاعب كرة القدم.

## التاريخ

### السنوات الأولى
تم تشكيل نادي شروزبري في 20 مايو 1886 في فندق تيرف في كليرمونت هيل، شروزبري. ثم جرى وضع اللمسات الأخيرة في فندق ليون بكرونيكل، شروزبري في 26 مايو 1886 ليخرج النادي إلى النور.
بعد مجموعة من المباريات الودية والمسابقات الإقليمية في المواسم القليلة الأولى، كان النادي أحد الأعضاء المؤسسين لجمعية دوري شروبشاير وديستريكت في 1890، أصبح بعدها ضمن دوري برمنغهام وديستريكت ومع ذلك اختفت مجموعة من الفرق التي واجهها الفريق في بدايته ليقابل مجموعة من فرق كرة القدم والمؤتمر المشهورة اليوم مثل ستوك سيتي، كوفنتري سيتي وكرو ألكساندرا، كما فاز في موسم 1890-91 بكأس ويلز للمرة الأولى.
في عام 1910، انتقل النادي إلى غاي ميدو، بعد عدة سنوات في وقت مبكر أمضاها للعب في جميع أنحاء المدينة، وخصوصا في كوبثورن غرب المدينة.

### غاي ميدو
انتقل النادي إلى ملعب غاي ميدو، على حافة وسط المدينة على مرمى البصر من دير شروبشاير قرب نهر سيفرن، وأمضى فيه ما يقرب من 97 عاما.
في دوري برمنغهام أمضى النادي معظم مواسمه في منتصف الجدول، عدا عدة مواسم قليلة كانوا في أعلاه، إلى أن فازوا بالدوري في موسم 1922-23.
انتقل النادي بعد ذلك إلى دوري ميدلاند في 1937-1938، ليشهد بذلك أكثر مواسمه استمتاعا بنجاحاته المتوالية، حيث فاز بالدوري والكأس، وكان بطل الموسم، وسجل 111 هدفا، ولعب في بطولة كأس ويلز وفاز بها، كما فاز بكأس شروبشاير للكبار، وتمتع بجولة في كأس الاتحاد الإنجليزي.
بعد سلسلة من المواسم الجيدة فيما بعد سني الحرب العالمية الثانية، بات بطل دوري ميدلاند في 1949-50.

### الانضمام إلى الدوري الإنجليزي
تم انتخابه ليلعب في الدوري الإنجليزي في القسم الثالث (شمال) في عام 1950، عقب قرار لتوسيع عدد الأندية من 88 إلى 92، ولعب فيه موسماً واحداً لينتقل بعدها إلى الجنوب، ثم سقط إلى القسم الرابع في 1958-59، ليعود بعد ذلك إلى القسم الثالث مرة أخرى في الموسم التالي وظل فيه 15 موسما متتاليا، لكنه سقط مرة أخرى إلى القسم الرابع في نهاية موسم 1973-74، ثم ارتقى إلى القسم الثالث مرة أخرى في الموسم الذي يليه 1974-75، بعد أن احتلوا مركز الوصيف، كان هذا قبل موسم ناجح آخر في 1978-79، حيث باتوا أبطال الدوري تحت قيادة ريتشي باركر، وخلفه غراهام تيرنر، حيث احتشد أكثر من 14 ألف مشجع للنادي لمشاهدة مباراة فريقهم أمام إكستر سيتي، وفازوا 4-1.
بالإضافة إلى ذلك، كان النادي قد أدى في ذلك التوقيت أفضل مشاركة له في كأس الاتحاد الإنجليزي، حيث وصلوا إلى الدور ربع النهائي:
| مانزفيلد تاون | 2-0 (ب.و.إ.) | شروزبري تاون  |
| ------------- | ------------ | ------------- |
|               |              | بيغينز أتكينز |

| دونكاستر روفرز | 3-0 (ب.و.إ.) | شروزبري تاون     |
| -------------- | ------------ | ---------------- |
|                |              | شابمان ماجير (2) |

| شروزبري تاون       | 1-3 (ب.و.إ.) | كامبردج يونايتد |
| ------------------ | ------------ | --------------- |
| ماجير تيرنر شابمان |              |                 |

| شروزبري تاون | 0-2 (ب.و.إ.) | مانشستر سيتي |
| ------------ | ------------ | ------------ |
| ماجير شابمان |              |              |

| ألدرشوت تاون | 2-2 (ب.و.إ.) | شروزبري تاون |
| ------------ | ------------ | ------------ |
| ماجير تونغ   |              |              |

| شروزبري تاون       | 1-3 (ب.و.إ.) | ألدرشوت تاون |
| ------------------ | ------------ | ------------ |
| بيغينز (2) ليونارد |              |              |

| وولفرهامبتون واندررز | 1-1 (ب.و.إ.) | شروزبري تاون |
| -------------------- | ------------ | ------------ |
| أتكينز (ركلة.)       |              |              |

| شروزبري تاون | 3-1 (ب.و.إ.) | وولفرهامبتون واندررز |
| ------------ | ------------ | -------------------- |
| كيي          |              |                      |

بالعودة إلى موسم 1960-61، فقد تمكن النادي من الوصول إلى نصف نهائي كأس الدرع الخيرية، بعد فوزه على نادي إيفرتون، وخسارته بفارق ضئيل أمام نادي روذرهام بمجموع المباراتين 4-3.
تلك الفترة شهدت أول لاعب مدرب في 1958، هو آرثر رولي، الذي جاء من نادي ليستر سيتي. أثناء الفترة التي كان يلعب ويدرب فيها، تمكن من تحطيم الرقم القياسي الذي كان مسجلا باسم ديكسي دين، وسجل 380 هدفا، آخرها كان أمام نادي برادفورد سيتي، في 29 أبريل 1961، ثم أعلان اعتزاله في 1965، وبقي مدربا للفريق حتى يوليو 1968.
كان غراهام تيرنر من المدربين الأكثر نجاحا، حيث فاز ببطولة القسم الثالث في موسم 1978-79، في أول عام له في تدريب النادي، وظل النادي في دوري الدرجة الثانية لمدة 10 سنوات، على الرغم من رحيل تيرنر لنادي أستون فيلا.
وكما تمتع النادي بمشاركات رائعة في أواخر السبعينيات في بطولة كأس الاتحاد الإنجليزي، فإنه قد تمتع بذلك أيضا في أواخر الثمانينات، حيث كرر إنجاز الوصول إلى ربع النهائي في موسم 1982-83، وكانت المتعة في ذلك الموسم في الجولة الخامسة بشكل خاص، حينما قابل الفريق نادي إيبسويتش تاون، الذي كان أحد أفضل أندية إنجلترا وأوروبا في ذلك الوقت، حيث فاز الفريق بنتيجة 2-1، حيث سجل هدفي الفريق ستيف كروس وجيك كينغ، فيما سجل هدف إيبسويتش ميتش دي أفراي، ليتأهل الفريق إلى ربع النهائي، ليواجه نادي ليستر سيتي، وبعد انتهاء الشوط الأول بنتيجة 2-2، واستخدام نادي ليستر 3 حراس في المباراة، كان منهم غاري لينيكر، فاز ليستر سيتي بنتيجة 5-2.
تعتبر فترة الثمانينات هي العصر الذهبي لنادي شروزبري، حيث هزم العديد من الفرق الكبرى في الدوري الإنجليزي الممتاز حينما كان هو من أندية الدرجة الثانية، من ضمنها فولهام، نيوكاسل يونايتد، بلاكبيرن روفرز، وست هام يونايتد، وتشيلسي، كذلك ميدلزبره الذي خسر أمام النادي بنتيجة 2-1 على ملعب غاي ميدو في موسم 1985-86.
وفي التسعينيات كان أول ظهور للنادي في استاد ويمبلي في 1996، في المباراة النهائية لبطولة كأس إنجلترا لكرة القدم للأندية غير المحترفة، حين خسر أمام روذرهام يونايتد بنتيجة 2-1. سجل هدفي روذرهام نايجل جيمسون.

### تحت قيادة كيفن راتكليف
موسم 1999-2000 كان سيئا بالنسبة لشروزبيري، خاصة بعد إقالة المدرب كينج في نوفمبر 1999، حيث كان النادي من الفرق المهددة بالهبوط إلى فرق المؤتمر، حتى تم تعيين مدرب إيفرتون الأسبق الويلزي كيفن راتكليف في آخر الموسم، وبعد فوز الفريق بنتيجة 2-1 على إكستر سيتي، وتبعه هزيمة كلا من كارلايل يونايتد وتشيستر سيتي، استطاع النادي النجاة من الهبوط، فيما هبط تشيستر إلى فرق المؤتمر.
عمل راتكليف على تحسين تشكيلة الفريق، اللاعبين الأساسيين والاحتياطيين وفريق الشباب، وظهر نجم لوكا رودجرز كهداف للفريق، ومع أسماء كبيرة انضمت لشروزبيري، أنهى الفريق الموسم في أعلى الجدول، وكاد يصل إلى بطولة موسم 2000-01، ولكنه خسرها بفارق ضئيل على الرغم من تحقيقه 70 نقطة خلال الموسم.
في بداية موسم 2002-03، وكان الفريق مدعما بعناصر من الشباب مثل إيان وان ونايجل جيمسون ومارك أتكينز، لكنه عانى في بداية الدوري، حيث خسر في مبارياته الثلاث الأولى أمام بوسطن يونايتد، راشدين آند دايموندز، وكامبريدج يونايتد، وتلقى 16 هدفا خلال الثلاث مباريات، مما جعل النادي يصبح في آخر الترتيب، ويسقط ليكون ضمن فرق المؤتمر.

### أيام المؤتمر
بعد فترة من التكهنات، تم تعيين الأيرلندي الشمالي جيمي كوين الذي كان مدربا لنورثويتش فيكتوريا قبل مجيئه، في مايو 2003، وذلك لمحاولة رفع قدر النادي، وفعلا كان من الأندية التي تنافس على بطولة الدوري، حيث دعم كوين الفريق بلاعبين متميزين بالخبرة مثل دارين تينسون وجيك سيدجمور وكولن كرامب وسكوت هوي، وأيضا مارتن أوكونور. بدأ الفريق موسمه الجديد بشكل مميز، وأدى مباريات مثيرة كثيرة، مثل فوزه 4-1 على نادي هيرفورد يونايتد، ولكنه أيضا كان يتلقى هزائم كبيرة، مثل خسارته بخماسية نظيفة أمام نادي داغنهام وريدبريدج، ليذهب الموسم المثير في النهاية لنادي تشيستر، فيما احتل شروزبوري المركز الثالث، ولكنه كان يعد إنجازا حيث كانت أول مرة يشارك فيها النادي في التصفيات المؤهلة للدوري الأعلى. في الدور نصف النهائي، قابل شروزبري نادي بارنت على أرضه في استاد أندرهيل، وفاز بارنت بنتيجة 2-1، بعد أن سجل بارنت هدف الفوز في الوقت بدل الضائع، ولكن المباراة في ملعب غاي شهدت عودة شروزبيري بفوزه 2-0 من ضربة جزاء في الوقت الأصلي سجلها لوكا رودجرز، ثم ضربة جزاء أخرى سجلها دارين موس، فيما أنقذ حارس شروزبري سكوت هوي مرماه من هدف عن طريق ضربة جزاء كان منفذها سايمون كليست، في مباراة كانت مذاعة على الهواء مباشرة على سكاي سبورت، ليقابل في النهائي فريق ألدرشوت تاون في ملعب بريتانيا، الملعب الرئيسي لستوك سيتي، في الأحد 16 مايو 2004، كان عدد الحاضرين فيها يقدر بحوالي 19216، وانتهى الوقت الأصلي من المباراة بالتعادل 1-1، ولم يتغير شئ في الوقت الإضافي، لتبقى النتيجة على ما هي، ليضطر الفريقين للعب ركلات ترجيحية. تصدي الحارس المتألق سكوت هوي لثلاث ضربات ترجيحية متتالية لألدرشوت، فيما سجل ضربة الفوز الترجيحية تريفور تشاليس، بعد أن ضيع لوكا رودجرز ضربة جزاء غير مبررة، لكن شروزبري فاز بضربات الترجيح، ليعود النادي إلى دوري كرة القدم، ويصبح بذلك سكوت هوي من اللاعبين المحفور اسمهم في تاريخ النادي، وتبدأ احتفالات الجماهير من ستوك وحتى شروزبري، واستمرت عدة أسابيع.

### العودة إلى دوري البطولة الإنجليزية
على الرغم من تفاؤل معظم الجماهير بالموسم الجديد 2004-05، فقد افتتح النادي موسمه بالخسارة 1-0 أمام لينكولن سيتي، وكان ذلك إنذارا على ما سيأتي بعد ذلك، وفعلا أمضى النادي أول مباريات الموسم في منطقة الهبوط، وخرج من كأس الاتحاد الإنجليزي من الجولة الأولى أمام نادي هيستون، ليغادر جيمي كوين منصبه كمدير فني بعد 14 مباراة فقط من بداية الموسم، ويتم استبداله بغاري بيترز، ليواجه دوامة عودة النادي إلى المؤتمر، لكنه استطاع حماية النادي من الانزلاق وحفظ مكان النادي في الدوري، ليبدأ بيترز في تحسين الفريق استعدادا للموسم التالي 2005-06، ومع أن النادي كان من أقوى المرشحين للهبوط، لكنه أنهى الموسم بسلام في المركز العاشر.

### الانتقال إلى نيو ميدو
على الرغم من رحيل الحارس الموهوب الشاب جو هارت في 24 مايو 2006، للانضمام إلى صفوف مانشستر سيتي، لكن النادي دخل موسم 2006-07 بطموح كبير بعد ترك ملعب غاي والانتقال إلى الملعب الجديد نيو ميدو، الشهير بين الجماهير بملعب غرينهوس، ولكن مع بداية الموسم، أجلت أكثر من مباراة بسبب سوء الأحوال الجوية، هبط النادي إلى المركز ال16، لكنه لعب 14 مباراة من المباريات المؤجلة دون أن يخسر واحدة منهها، ليشارك النادي في التصفيات المؤهلة للدوري الأعلى، ليلعب مباراته الفاصلة أمام بريستول روفرز، في 29 أغسطس 2009، وأمام حشد من الجماهير بلغ حوالي 61589 متفرج في استاد ويمبلي الجديد، ولكن على الرغم من هدف مبكر لشروزبيري، لكن لاعبي بريستول أثبتوا أنه خصوم أقوياء وسجلوا هدفين في الشوط الأول، واختتم سامي إجوي انتصار بريستول بهدف متأخر، ليخسر شروزبيري المباراة بنتيجة 3-1. تأهل مرة أخرى لمباراة فاصلة على استاد ويمبلي بعد عامين، لكنه خسرها 1-0 أمام نادي غيلينغهام. في موسم 2011-12، ترقى الفريق لدوري الدرجة الأولى، بعد أن أنهى موسمه في المركز الثاني من القسم الثالث.
في موسم 2013-14، وبعد سلسلة هزائم بلغت 6 هزائم متتالية استقال غراهام تيرنر في فبراير 2014، ليتولى نائبه مايكل جاكسون التدريب مؤقتاً حتى تعيين مدرب جديد. شهد الموسم أيضاً أعلى حضور على ملعب نيو ميدو في 21 سبتمبر 2013 أمام وولفرهامبتون واندررز،
| شروزبري تاون | 0-1 | وولفرهامبتون واندررز |
| ------------ | --- | -------------------- |
|              |     | ساكو 84' (ركلة.)     |

هبط شروزبري لدوري الدرجة الثانية مجدداً بعد احتلاله المركز ال23.

### تحت قيادة مايكي ميلون
في مايو 2014، تولى مايكي ميلون تدريب الفريق، وقام بتوقيع عقود مع عدة لاعبين مثل أشلي فنسنت، جيان لويس أكبا أكبرو وجيمس كولنز.

## الأرض

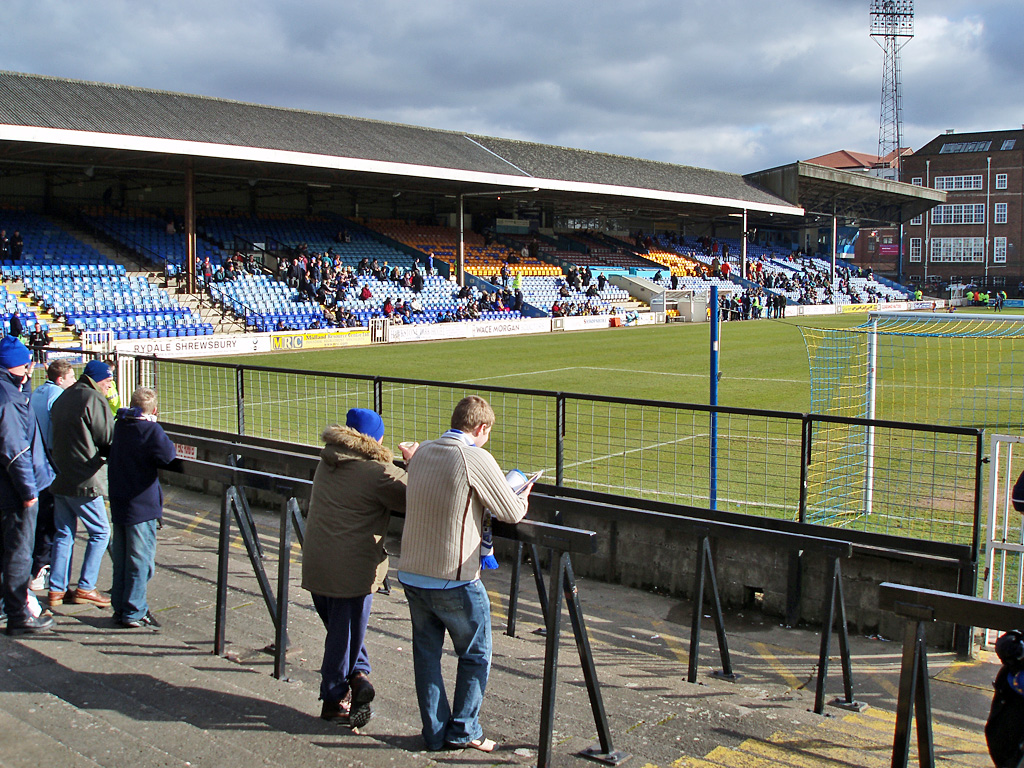
ملعب غاي ميدو، استمر النادي يلعب على أرضه حتى 2006.

### ملعب ريسكورس، مونكمور 1886-89
ملعب النادي الأول. استضاف أكثر من 51 مباراة خلال 3 سنوات، كانت أغلبها ودية، حيث لم يكن قد انضم إلى أي دوري بعد.كانت أول مباراة لهم على هذا الملعب في 16 أكتوبر 1886، حيث فازوا على فريق ويلينجتون تاون 5-2.

### ملعب أرض أمبلير، كوبثورن 1889-93
انتقل النادي إلى الملعب في 1889، وأمضى 4 مواسم عليه، لعب فيها 44 مباراة. شهد في عام 1890 وتحديدا في 22 فبراير انتصارا كبيرا للنادي على ويلينجتون تاون 18-0.

### ملعب ساتون لين، منطقة مزارع ساتون 1893-95
انتقل النادي إلى هذا الملعب في 1893، ولعب الفريق عليه لمدة موسمين، حيث لعبوا 47 مباراة كانت ضمن دوري برمنغهام وديستريكت. هذه الأرض الآن من المخصصات.

### ملعب باراك، كوبثورن 1895–1910
انتقل النادي إلى الملعب في 1895، ولعب الفريق فيه لمدة 15 عاما قابل فيها أندية كبيرة مثل أستون فيلا ووولفرهامبتون واندررز. شهد الملعب وصول النادي في موسم 1910-11 إلى الدور الأول من كأس الاتحاد الإنجليزي، قبل الانتقال إلى غاي ميدو.

### ملعب غاي ميدو، دير فورجيت، شروبشاير 1910-2007
لعب الفريق على هذا الملعب أكثر من 97 عاما، حيث لعب عليه أكثر من 3000 مباراة، فاز فيها ببطولات الطبقة الثالثة والرابعة وكأس ويلز 5 مرات وموسم كامل من المؤتمرات. شهدت تلك الأرض كل ذلك ولكنها هدمت في 2007.

### ملعب نيو ميدو (ملعب غرينهوس)، طريق أوتيلي، قوس ميول 2007-الآن

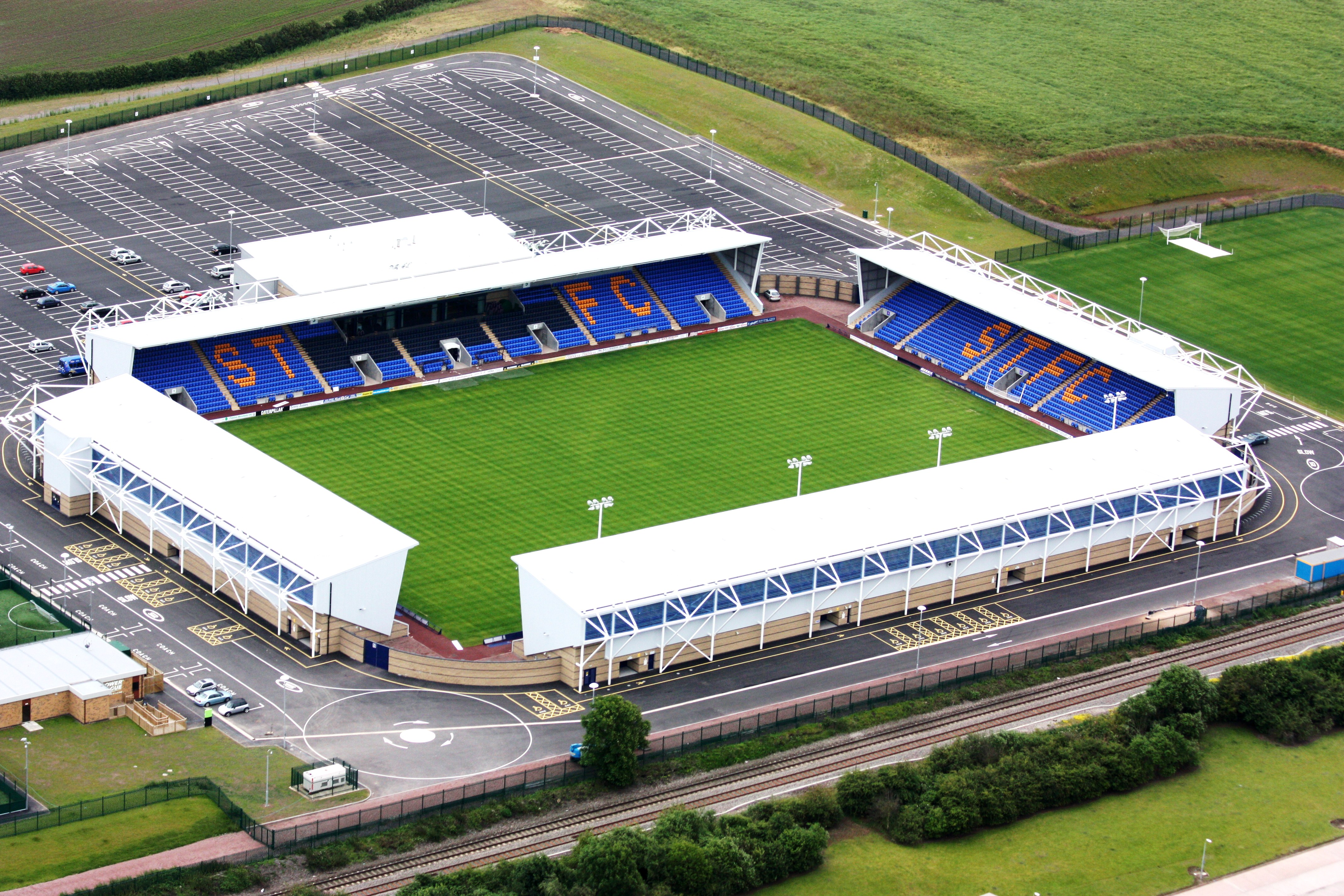
ملعب نيو ميدو الشهير بغرينهوس، الملعب الحالي لنادي شروزبيري

افتتح الملعب الجديد 17 يوليو 2007، ويتميز بسعة 9,875 مقعد، جميعها تتوزع في أربع حوامل منفصلة.
الملعب لديه مرافق للمؤتمرات، منطقة وظيفية، مطعم، بارات مرخصة ومتجر للنادي. كانت مباراة النادي الأولى في الدوري على هذا الملعب أمام نادي برادفورد سيتي، وفازوا بها بنتيجة 4-0.
سمي النادي بهذا الاسم بعد شراء شركة غرينهوس لتوكيلات بيع السيارات المحلية، الراعي الرسمي الحالي للنادي حقوق التسمية ليصبح هذا الملعب باسمه.
في يوم الأحد 12 مايو 2011، استضاف الملعب حفلا حضرته الفنانة الموسيقية العالمية إلتون جون، لتظهر أمام 17 ألف من الجمهور على خشبة المسرح. كان هذا أول حفل على غرينهوس ميدو.

## ألوان النادي
ظهر النادي في معظم أوقاته بالأزرق، ومع ذلك، لم يكن اللون الأزرق هو الأكثر هيمنة، فقد انتشرت أيضا ألوان أخرى كالأبيض والأصفر وأحيانا الأحمر، ولكن كان النادي يرتدي قميصا مخططا في معظم فتراته.
كان النادي في بدايته يرتدي قميصا مخططا بالأبيض والأزرق، وكان اللون الأصفر يتواجد في بعض الأحيان في الطقم الأساسي أو موجود بشكل ملحوظ في قمصان النادي الاحتياطية، كما كان في 1970، واستمر النادي على ذلك حتى عام 1978، حيث بدأ يظهر الأصفر في الطقم الأساسي والأحمر في الطقم الاحتياطي أحياناو وقد استعمل النادي في عام 1982 اللون الأزرق فقط، ثم عاد لاستخدام الأصفر في الأكمام، ثم قام باستخدام الأصفر مع أكمام زرقاء، وفي 1987 تغير القميص إلى الأبيض فقط لمدة 4 مواسم متتالية حتى موسم 1991-92، حيث عاد النادي يرتدي القميص المخطط مجددا، وفي المسم الذي يليه استخدم النادي لونا لامعا في نقش تدريجي، ومنذ 1999 والنادي يتكون قميصه الأساسي من اللون الأزرق مع شريط أو أشرطة من الأصفر الكهرماني.
الراعي الحالي الآن هو شركة غرينهوس لبيع توكيلات السيارات المحلية، ويتفرع منها قطاع ريدهوس.
| 1982–86 | 1987–88  | 1988–89     | 1990–92 | 1992–95 | 1995–97 | 1997–99           | 1999-2005 | 2005–2007            | 2007–2009                                | 2009– الآن |
| لينك 51 | ويم أليس | دايفينبورتس | غرينهوس | WSJ     | غرينهوس | تيرنهيل للاتصالات | RMW       | موريس للزيوت والشحوم | غرينهوس (طقم أساسي) ريدهوس (طقم احتياطي) | غرينهوس    |

| 1973–82 | 1983–85 | 1985–89 | 1989–91  | 1991–92  | 1993–97                | 1997–2003 | 05-2003                | 2005–07     | 2007–08 | 2008–10 | 2010-13 | 2013-  |
| أمبرو   | هوبوت   | سبال    | سكورلاين | إنفلوينس | إم جي للملابس الرياضية | باتريك    | إم جي للملابس الرياضية | شروز كولكشن | A-Line  | بروستار | جوما    | سوريدج |

## اللاعبون

### التشكيلة الحالية
ملاحظة: تشير الأعلام إلى المنتخب الوطني على النحو المحدد في قواعد الأهلية للفيفا. قد يحمل اللاعبون أكثر من جنسية واحدة غير تابعة للفيفا.
| الرقم | البلد           | المركز | اللاعب           |
| ----- | --------------- | ------ | ---------------- |
| 1     | سويسرا          | حارس   | جيسون ليوتويلر   |
| 2     | إنجلترا         | مدافع  | جيرمين غرانديسون |
| 3     | إنجلترا         | مدافع  | مايكي ديميتريو   |
| 4     | إنجلترا         | وسط    | ريان وودز        |
| 5     | إنجلترا         | مدافع  | مارك إليس        |
| 6     | إنجلترا         | مدافع  | كونور غولدسون    |
| 7     | إنجلترا         | وسط    | أشلي فنسنت       |
| 8     | جمهورية أيرلندا | وسط    | ديفيد ماك أليستر |
| 9     | جمهورية أيرلندا | مهاجم  | جيمس كولنز       |
| 10    | إنجلترا         | مهاجم  | سكوت فيرنون      |
| 11    | جمهورية أيرلندا | وسط    | ليام لورينس      |

| الرقم | البلد    | المركز | اللاعب                |
| ----- | -------- | ------ | --------------------- |
| 14    | أستراليا | وسط    | جيمس ميسولوفسكي       |
| 15    | إنجلترا  | وسط    | آرون ويلديج           |
| 17    | إنجلترا  | وسط    | جيمس كاتون            |
| 18    | إنجلترا  | وسط    | آندي روبنسون          |
| 19    | إنجلترا  | مهاجم  | آندي مانغان           |
| 20    | إنجلترا  | مدافع  | ناثانيل نايت بيرسيفال |
| 21    | إنجلترا  | حارس   | مارك هالستيد          |
| 22    | إنجلترا  | وسط    | جوردان كلارك          |
| 26    | فرنسا    | مهاجم  | جيان لويس أكبا أكبرو  |
| 31    | ويلز     | مدافع  | دومينيك سميث          |
| 36    | إنجلترا  | حارس   | كالوم برتون           |
| 99    | السعودية | مدافع  | احمد حلوش             |

## طاقم التدريب

### تاريخ المدربين
| - السير تريفور بريان إيفانز 1886–1905. - و. آدامز (1905–1912) - أ. ويستون (1912–1934) - جاك روسكامب (1934–1935) - ستان رامساي (1935–1936) - تيد بوستد (1936–1940) - ليزلي نايتون (1945–1949) - هاري تشابمان (1949–1950) - سامي كروكس (1950–1954) - والتر رولي (1955–1957) - هاري بوتس (1957–1958) - جوني سبوهلر (1958) - آرثر رولي (لاعب مدرب 1958-1965، مدرب 1958–1968) - هاري غريغ (1968–1972) - موريس إيفانز (1972–1974) - ألان ديربان (1974–1978) - ريتشي باركر (1978) | - غراهام تيرنر (1978–1984) - تشيك بيتس (1984–1987) - كين براون (1987) - إيان ماك نيل (1987–1990) - آسا هارتفورد (1990–1991) - جون بوند (1991–1993) - فريد ديفيز (1993–1997) - جيك كينغ (1997–1999) - تشيك بيتس (1999) - كيفن راتكليف (1999–2003) - مارك أتكينز (2003) - جيمي كوين (2003–2004) - تشيك بيتس (2004) - غاري بيترز (2004–2008) - بول سمبسون (2008–2010) - غراهام تيرنر (2010–2014) - مايكل جاكسون (2014) - مايكي ميلون (2014–) |

## الجوائز والبطولات
- كأس ويلز:6 مرات 1891، 1938، 1977، 1979، 1984، 1985.[17]
- دوري الدرجة الثالثة لكرة القدم:البطل مرتين 1979، 1993-94.[17][18]

## أرقام قياسية
- أعلى حضور للجماهير في ملعب غاي ميدو:18917 متفرج، أمام نادي والسال، القسم الثالث، 26 أبريل 1961.[19]
- أعلى حضور للجماهير في ملعب نيو ميدو:9510 متفرج، أمام وولفرهامبتون واندررز، دوري الدرجة الأولى الإنجليزي، 21 سبتمبر 2013.
- أعلى حضور للجماهير في مباراة للنادي:61589 متفرج، أمام بريستول سيتي، ملعب ويمبلي، تصفيات دوري الدرجة الثانية، مايو 2007.
- أكبر فوز:21-0 مولد ألين ستارز، كأس ويلز الجولة الأولى، 27 أكتوبر 1894.
- أكبر فوز في مباراة دوري:12-1 هيرفورد سيتي، دوري شروبشاير وديستريكت، 20 أكتوبر 1894.
- أكبر خسارة:0-13 سمول هيث، دوري برمنغهام، 25 ديسمبر 1895.
- أكبر عدد أهداف في موسم دوري واحد:38 هدفاً، آرثر رولي،[3] موسم 1958-59.
- أكبر عدد أهداف في المواسم المختلفة لبطولة الدوري:152 هدفاً، آرثر رولي،[3] المواسم بين عامي 1958-65.[6]
- أكبر عدد مرات مشاركة بالمباريات:418 مباراة، مايكي براون.